# Óptica de Fourier

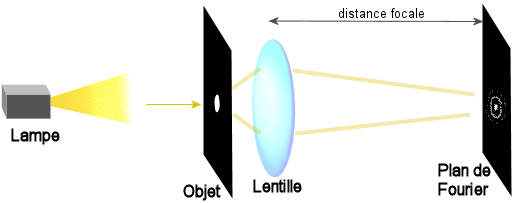
La difracción de luz por el objeto crea la transformada de Fourier de éste en el infinito o en el plano focal de una lente, llamado plano de Fourier.

La óptica de Fourier es una rama de la teoría óptica ondulatoria, basada en los descubrimientos del físico y matemático francés Joseph Fourier, concretamente en la Transformada de Fourier. Es una de las tres principales aproximaciones al estudio de la óptica, siendo las otras la integral de difracción y la óptica geométrica. Es válida en el ámbito de la óptica lineal, esto es, siempre que consideremos lineales los sistemas estudiados.
Básicamente considera un haz de luz en un plano del espacio como una distribución de luz pero sobre el plano transformado de Fourier, donde cada punto corresponde no a un lugar en el espacio sino a una frecuencia espacial. De este modo las frecuencias espaciales caracterizan la variación de distribución de la luz sobre la superficie y toman el valor del número de ondas.
La principal ventaja de este enfoque es la equivalencia entre las operaciones de transferencia de un sistema en el dominio del espacio o en el de las frecuencias espaciales. La convergencia de ambas funciones (la de distribución de la luz y la de transferencia del sistema) en el dominio del espacio resulta en un simple producto de las transformadas de Fourier en el dominio de las frecuencias espaciales.
De este modo, obteniendo la función de transferencia y la correspondiente transformada de Fourier para cada sistema óptico se simplifica enormemente el problema de la propagación de la luz en el espacio, obteniendo así una importante herramienta para el tratamiento espacial de situaciones complejas aprovechando todo el desarrollo de la teoría de la transformada de Fourier en otros ámbitos de la ciencia.
Su aplicación más directa es el filtrado espacial de imágenes, en el que mediante operaciones sencillas sobre el plano transformado (aquel en el que aparece la transformada de Fourier de distribución de la luz y que se puede obtener físicamente por ejemplo con una lente) permite manipular la luz, por ejemplo suprimiendo las frecuencias especiales del plano transformado para obtener modificaciones sobre la imagen. Si se suprime por ejemplo la frecuencia cero, que aparece en el centro del plano transformado se elimina la luz de fondo, mientras que si se eliminan las frecuencias altas se suavizan las formas de los objetos.
Esto tiene aplicaciones en todos los ámbitos donde se empleen haces de luz, especialmente luz láser: comunicaciones ópticas, holografía y computación óptica, e incluso simulando los fenómenos ópticos se puede emplear para el tratamiento informático de las imágenes.
- Datos: Q1003236